# Cidariplura gladiaria
Cidariplura gladiaria là một loài bướm đêm trong họ Noctuidae.